# Deoksycytydyna
Deoksycytydyna, dC – organiczny związek chemiczny z grupy nukleozydów, będący jednym z podstawowych składników kwasu deoksyrybonukleinowego (DNA).

## Struktura i właściwości
Składa się z pirymidynowej zasady azotowej – cytozyny, połączonej wiązaniem β-N-glikozydowym z cząsteczką deoksyrybozy[niewiarygodne źródło?].
Jest jednym z czterech podstawowych nukleozydów występujących w DNA, obok deoksyadenozyny, deoksyguanozyny i tymidyny. W wyniku fosforylacji przekształcana jest w nukleotyd – deoksycytydyno-5′-fosforan (dCMP), który może ulegać dalszej fosforylacji do deoksycytydyno-5′-difosforanu (dCDP) i deoksycytydyno-5′-trifosforanu (dCTP). Ten ostatni jest substratem w biosyntezie DNA.

## Znaczenie kliniczne
Zmiany w metabolizmie deoksycytydyny mogą mieć konsekwencje kliniczne. Zaburzenia w jej fosforylacji lub degradacji mogą prowadzić do chorób genetycznych i nowotworów. Niektóre jej są stosowane jako leki cytostatyczne, np. cytarabina i gemcytabina, są stosowane w terapii nowotworowej, hamując syntezę DNA w komórkach nowotworowych.